# Yetnebersh Nigussie
Yetnebersh Nigussie, née le 24 janvier 1982 à Amhara Saint Wollo (Éthiopie), est une avocate éthiopienne, militante des droits des personnes handicapées, également impliquée dans la lutte contre le sida pendant sa jeunesse. Elle a été récompensée par le prix Nobel alternatif en 2017.

## Jeunesse  et éducation
Yetnebersh Nigussie a perdu la vue à l'âge de 5 ans, à cause d'une méningite. Elle décrit cette situation comme une opportunité qui l'a aidée à échapper au mariage précoce qui était largement pratiqué à Amhara Saint Wollo, son lieu de naissance. Elle a suivi ses études primaires à l'École catholique pour aveugles Shashemane, puis a rejoint l'école secondaire Menelik II (une école inclusive) jusqu'à 12 ans. En plus de son parcours académique, elle a présidé plus de six clubs étudiants. En rejoignant l'université d'Addis-Abeba, elle a obtenu son premier diplôme en droit et sa maîtrise en travail social. Toujours impliquée dans des activités extrascolaires, elle a présidé le mouvement anti-sida de l'AUA en 2004-2005 et a fondé l'Association des étudiantes de l'Université d'Addis-Abeba en 2006, devenant ainsi sa première présidente[réf. nécessaire].

## Activisme
Au cours de son engagement dans la lutte contre le sida, elle a reçu un certain nombre de récompenses nationales et internationales, dont le prix Amanitare décerné l'année 2003 en Afrique du Sud. Yetnebersh a servi bénévolement dans plus de 20 organisations, dont l'Association nationale des femmes aveugles de l'Éthiopie, qu'elle a présidée de 2003 à 2007[réf. nécessaire].
À partir de cette expérience, elle a décidé de fonder une organisation locale appelée Centre éthiopien pour le handicap et le développement (ECDD) avec d'autres Éthiopiens engagés dans l'inclusion des personnes handicapées au sein de différents programmes de développement, y compris pour l'autonomie financière. Son engagement s'enracine également dans un contexte où les handicapés souffrent de l'exclusion sociale et de préjugés à leur encontre. À partir de 2016, Yetnebersh travaille avec Light for the world, une ONG œuvrant pour le handicap et le développement qu'elle avait précédemment représentée en tant qu'ambassadrice à l'international[réf. nécessaire].
En septembre 2017, Yetnebersh Nigussie a été nommé co-lauréate du Right Livelihood Award, le « prix Nobel alternatif »,
« pour son travail inspirant de promotion des droits et de l'inclusion des personnes handicapées, leur permettant de réaliser leur plein potentiel et de changer les mentalités dans nos sociétés ».

## Publications
- 2006, The need for Legal Reform on the rights of Persons with Disabilities in Ethiopia, Addis Ababa University, Faculty of Law, Addis Ababa Ethiopia.
- 2008, avec Bob Ramson, UN Convention on the Rights of Persons with Disabilities: a Call for Action on Poverty, Lack of Access and Discrimination, ECDD, Addis Ababa, Ethiopia
- 2009, Psychosocial Dimensions and Employability of Persons with Disabilities, Addis Abeba University, School of Social Work, Addis Ababa, Ethiopia

## Récompenses
- Récompense d'Amanitare, pour la défense de la santé sexuelle et de la reproduction, Johannesburg, Afrique du Sud, 2003.
- Récompense individuelle pour la prévention du Sida, accordé par l'administration d'Addis Abeba en collaboration avec le Addis Abeba HIV/AIDS Prevention and Control Office (HAPCO), 2005.
- Meilleur activiste anti-sida, décernée par le General Medical Practitioners Association, Addis Abeba, 2005
- World of Difference 100 Award, par l’International Alliance for Women (TIAW), 2011[5].
- Right Livelihood Award 2017[6].